# كارول أدامز
كارول أدامز (بالإنجليزية: Carol Adams)‏ ( 28 يونيو 1948- 11 يناير 2007) كانت معلمة تاريخ وأول رئيس تنفيذي لمجلس التدريس العام بإنجلترا وقد قادت المنظمة منذ إنشائها في عام 2000 حتى تقاعدها عن العمل قبل عيد الميلاد المسيح 2006.

## التعليم
ولدت في عائلة قريبة في الطبقة العاملة في هاكني شرق لندن بالمملكة المتحدة، حصلت أدامز عندما أتمت 11 عامًا على منحة دراسية إلى مدرسة مستشفي كريست للبنات في هيرتفورد. وقد أطلعت على التاريخ بجامعة وارويك في الستينات ثم قضت بعض الوقت في جامعة  كاليفورنيا ببركلي.
وقد درست في جامعة لندن حيث حصلت على درجة الماجستير في حقوق الإنسان بمعهد التعليم في أوائل الثمانينات.

## بداية الحياة الوظيفية
دَرّست آدامز التاريخ والعلوم الإنسانية لمدة خمس سنوات بمدرسة لندن الداخلية الثانوية. أدارت منذ عام 1979 مركز الموارد للمعلمين لمدة أربع سنوات وأصبحت آدامز في الثمانينات أول مُفتش في بلدها لتكافؤ الفرص في هيئة التعليم الداخلية في لندن، وقد نالت بعد إغلاق هيئة التعليم بلندن مساعد رئيس موظفي التعليم في هرينجي شمال لندن. فكانت مسؤلة عن قضايا المساواة وتعمل جاهدة بشكل خاص على تطوير وظائف المعلمين السود.  
وفي عام 1990 أعتلت منصب رئيس موظفي التعليم في ولفرهامبتون وانتقلت إلى شروبشاير بعد أربع سنوات.

## الكتابة
كتبت آدامز كتب للطلاب بما في ذلك شاركت في تأليف [فخ الجنس: التعليم والعمل-The Gender Trap: Education and work] الذي نُشر في ثلاث مجلدات في منتصف السبعينات والذي كان يستهدف التلميذات وشرح كيف  التحيز ضد المرأة يحد من فرص الإناث. كما شاركت في تحرير سلسلة النساء في التاريخ بصحيفة جامعة كامبريدج والتي ساهمت في جلب حركة المرأة إلي الفصول الدراسية. وسجلت عن حياة نساء القرون الوسطى فضلًا عن الحياة في مصنع الحرير يعود إلى القرن التاسع عشر وشغلت منصب في المجلس الاستشاري للتحرير الأصلي لشركة النشر النسوية بفيراغو.

## مجلس التعليم العام لإنجلترا
تولت آدامز كأول رئيس تنفيذي في مجلس التعليم العام لإنجلترا في عام 2000 لتقود تطويره من مجلس حديث إلى منظمة مكتملة النمو . كانت مناصرة شغوفة للمعلمين والتدريس، فقد  جعلت كارول محور تركيز مجلس التعليم العام لإنجلترا هو الوصول إلى التطوير المهني المستمر.
و أبرز ما قدمته في مجلس التعليم العام لإنجلترا هو إطلاق وتطوير أكادمية تعلم المعلمين بقيادة مجلس التعليم العام لإنجلترا والتي تقدم للمعلمين أعترافًا مهنيًا بالتعليم والتطوير الذي يتم في المدارس. وقد استكملت آدامز إطلاق حملات المساواة عن طريق مجالها الوظيفي. وكفلت في كل جانب في عملها في مجلس التعليم العام لإنجلترا على أن يركز المجلس على رفع مستوى التحصيل لجميع التلاميذ بغض النظر عن خلفيتهم.
سعدت كارول بتعينها مفوضة للجنة المساواة وحقوق الإنسان في عام 2006 وقد منح المؤتمر جوائز سنوية تكريمًا لكارول مما يعكس ألتزامها الشديد بالتنمية المهنية للمعلمين والمساواة والتنوع. يتم اختيار الفائزين من بين المرشحين النهائيين الإقليميين في جوائز التدريس وذلك بفضل المعلمين الذين يظهرون تفوقًا في هذه المجالات.

## الحياه الشخصية
كانت كارول ولوعة بموسيقى الجاز حيث عزف آلة الكلارينت والساكسفون في فريقا الجاز . كما كانت تستمتع بالسباحة والتنس و الرقص والسفر و كانت لديها طفلين أيمي وجو.